# Cal Xammar
Cal Xammar és una casa senyorial a la vila de Juneda (les Garrigues) amb la façana principal encarada al Carrer Torregrossa, tot i que resta en part amagada per edificacions i arbrat que hi ha al davant. Cal parlar d'una composició ordenada als pisos superiors amb finestrals i balcons emmarcats per motllures en guardapols sostingudes per mènsules de motius vegetals i caretes. Als balcons la motllura segueix l'esquema geomètric de la cornisa que remata la façana. La data 1890 és al capdamunt de la façana.
La part que dona al Carrer Pinell sembla que ha sofert algunes modificacions respectant, però, la seva tipologia original de portal amb arc semicircular. Per aquesta cantó, la cornisa està formada per grans mènsules decoratives que sostenen simbòlicament la teulada.